# Егоров, Пётр Егорович (архитектор)
Пётр Его́рович Его́ров (1731, Ядринский уезд — 12 мая 1789, Санкт-Петербург) — русский архитектор, один из авторов ограды петербургского Летнего сада.
Около трёх с половиной десятка лет своей жизни Пётр Егоров посвятил архитектуре. Он был одним из архитекторов второй половины XVIII века, обладавшим своеобразной творческой индивидуальностью. Первый его проект — церковь в Пярну (Эстония) которая должна была стать образцом для строительства в Прибалтике православных храмов. Петр Егорович участвовал в проектировании, строительстве и ремонте Петропавловской крепости, Смольного монастыря, Мраморного дворца и ряда других зданий и сооружений, украсивших Петербург.

## Происхождение
По происхождению чуваш. В 1755 году в одной челобитной Пётр Егоров написал: «Родом я чувашенин и вывезен в малолетстве господином генерал-майором артиллерии князем Дадиановым в Россию…». Князь Егор Леонтьевич Дадиани владел деревнями «из Нижегородского уезда Терюшевской волости Запянского стану». Есть предположение доктора исторических наук А. К. Салмина, что П. Е. Егоров мог происходить от ныне уже  отатарившихся  чувашей  из-под  города Сергача.
Получив домашнее образование в семье Дадиани, в 1755 году — с рекомендацией князя — Пётр Егоров приехал в Петербург: учиться «архитектурной науке». С этой целью он поступил в Школу архитекторов при Петербургской канцелярии строений. Высказываются предположения, что перестройка усадьбы Красное князя Дадиани в Подольском уезде Московской губернии являлась одним из ранних творческих опытов П. Е. Егорова.

## Биография работ
Проезжая Пярну, императрица Екатерина II пообещала построить здесь церковь. Для этого сюда был послан архитектурный помощник Пётр Егоров. 13 ноября 1763 года проект и смету церкви Пётр Егоров представил в императорскую канцелярию строений. Данная церковь впоследствии сыграла значительную роль в Прибалтике: по её образцу были построены церкви в Тарту, Курессааре и других. Знаменитая рижская церковь Петра и Павла второй половины XVIII века, также строилась по этому образцу.
Начиная с 1766 года Пётр Егоров возглавляет школу при императорской конторе строений, которой раньше руководили архитекторы Ж. Леблон, М. Г. Земцов, С. Волков, и в которой в разное время преподавали И. К. Коробов, В. Растрелли, Ж. Б. Валлен-Деламот и другие.
В течение двух лет он создает проекты перестройки домов адмиралов Г. А. Спиридова и А. Н. Сенявина. В 1774—75 годах контора строений поручает чиновнику Ю. М. Фельтену и архитектору Петру Егорову сочинение проектов Иордани — специального помещения, предназначенного для церковного обряда. Сохранились два варианта чертежей этих сооружений, выполненных Егоровым.
В 1779 году Пётр Егоров создает проект и начинает строительство Рождественской церкви «на Песках» в Санкт-Петербурге. Строительство велось около девяти лет. Но церковь не сохранилась. Судя по описаниям в книге В. Маслова (1887), А. Королькова (1898) и по фотоснимкам, это был изумительный памятник архитектуры.
В 1770 годы Петр Егоров приступает к проектированию и строительству ограды Летнего сада в Петербурге, творения, обессмертившего имя чувашского архитектора.
В период 1780—1788 годы Егоров строит по собственному проекту служебный корпус Мраморного дворца, а также соединяющую его с дворцом ограду, близкую по рисунку к созданной чуть раньше невской ограды Летнего сада.
В последние годы жизни Пётр Егоров создает проект «домов для священнослужителей» при церкви Казанской богоматери, проекты складов на берегу Невы, нового здания конторы строений, участвует в перестройке дома банкира Штегельмана.
В Санкт-Петербурге проживал с семьей по адресу 6-я Рождественская улица, дом 10.

## Память
- В 1989 году в Чебоксарах был проведен конкурс на создание монумента в честь архитектора Петра Егорова. Победил проект скульптора Мадурова Федора Ивановича, но  в виду финансового кризиса, проект не был воплощен.
- В 2002 году на Московском проспекте в г. Чебоксары (у входа в «Чувашгражданпроект») установлен бюст П. Е. Егорова (скульптор — Ф. И. Мадуров, архитектор — Ю. М. Новосёлов). На постаменте надпись на чувашском и русском языках: «Сын чувашского народа, выдающийся архитектор России Петр Егорович Егоров»[9].
- В 2005 году к 275-летию со дня рождения архитектора в Санкт-Петербурге при чувашском землячестве создана общественная организация «Фонд „Архитектор Петр Егоров“»[10].

### Художественная литература
- Кузнецова Э. Ф.. Мальчик с Присурья. — Чебоксары, 1971. — 76 с.